# اچ‌ام‌اس کی۱
اچ‌ام‌اس کی۱ (به انگلیسی: HMS K1) یک زیردریایی بود که طول آن ۳۳۹ فوت (۱۰۳ متر) بود. این زیردریایی در سال ۱۹۱۶ ساخته شد.